# Eleocharis occulta
Eleocharis occulta là loài thực vật có hoa trong họ Cói. Loài này được S.G.Sm. mô tả khoa học đầu tiên năm 2001.